# Dundela Football Club
Maillots
Dernière mise à jour : 23 août 2024.
Le Dundela Football Club est un club nord-irlandais de football basé à Belfast.

## Historique
- 1895 : fondation du club

## Palmarès
- Coupe d'Irlande du Nord (1) :
  - Vainqueur : 1955.